# Maître Hugo
Maître Hugo est un artiste anglais, actif entre 1125 et 1156, à l'abbaye de Bury St Edmunds dans le Suffolk qui s'est illustré dans le domaine de l'enluminure et de la sculpture. C'est un des rares artistes romans dont les œuvres sont documentées.

## Éléments biographiques
Très peu d'éléments sont connues sur la vie de l'artiste et aucun document le signalant ne lui sont contemporains. Une chronique de l'histoire de l'abbaye de Bury St Edmunds appelée Gesta sacristarum et datée de la fin du XIIIe siècle signale que Maître Hugo est un sculpteur qui est l'auteur de la décoration des portes en métal de l'abbatiale de l'abbaye (vers 1130-1135). Dans le même document, le sacristain Hervey a payé au même Maître Hugo sur ordre du prieur Talbot pour la réalisation d'une grande bible. Enfin, il est signalé que Élias, sacristain sous l'abbatiat d'Ordning (1148-1156) a commandé toujours à Maître Hugo une croix sculptée pour le chœur avec la Vierge et saint Jean. Une autre source datée du XIVe siècle indique qu'il a été retrouvé sur une cloche fondue au cours de l'abbatiat de Anselme de San Saba (1121-1148), peut-être vers 1125-1130, sur laquelle était noté le nom du maître. Un dernier document du XVe siècle confirme que Maître Hugo est à l'origine de la sculpture des portes et indique que celle-ci sont en métal.
Toutes ces sources semblent indiquer que Maître Hugo n'était pas un religieux mais un laïc, car il est payé pour la réalisation de ses œuvres. Cependant, rien ne permet de savoir s'il 'était à demeure dans l'abbaye du Suffolk ou s'il était itinérant.  

## Œuvres attribuées

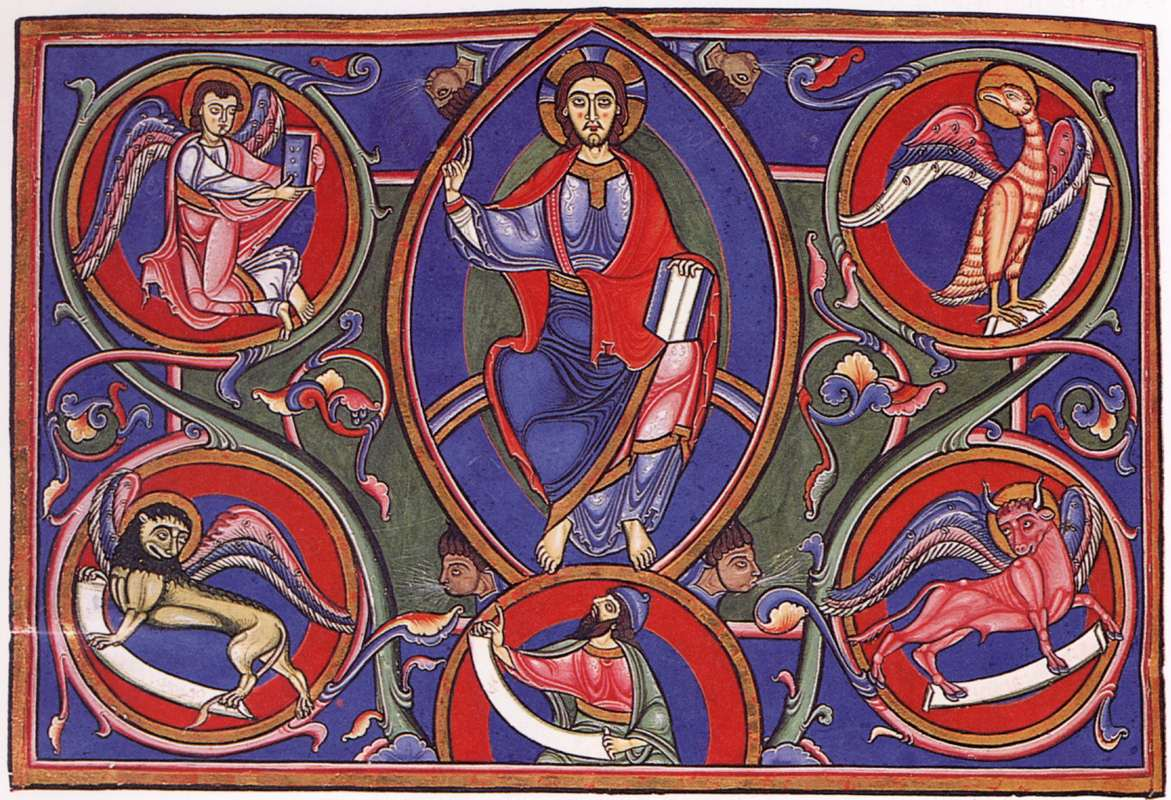
Christ en gloire, Bible de Bury.

- La Bible de Bury (1135-1138) : la bible est attribuée avec  certitude grâce à la cote indiquée sur la bible qui correspond au catalogue de la bibliothèque de l'abbaye. Le style de la bible est fortement inspirée du style italo-byzantin, à l'origine duquel l'abbé Anselme, italien d'origine, n'est sans doute pas étranger.
- sceau de Bury St Edmunds (1150) : représentant saint Edmond d'Est-Anglie assis sur un trône, conservé à la Bibliothèque Bodléienne[2].
- La Cloisters Cross, conservée au musée des Cloîtres[3] : cette croix en ivoire achetée sur le marché de l'art au XXe siècle à Zurich, a été identifiée à la croix sculptée par le Maître Hugo. Cependant, si la provenance de la croix est généralement située à l'abbaye de Bury, peu d'indices, si ce n'est quelques détails stylistiques, permettent de l'identifier avec celle décrite comme sculptée par Hugo[2].